# I Wanna Dance with Somebody – A Whitney Houston-film
A I Wanna Dance with Somebody – A Whitney Houston-film (eredeti cím: Whitney Houston: I Wanna Dance with Somebody) 2022-es amerikai életrajzi zenés filmdráma, amelyet Anthony McCarten forgatókönyvéből Kasi Lemmons rendezett. A főbb szerepekben Naomi Ackie mint Houston, Stanley Tucci, Ashton Sanders, Tamara Tunie, Nafessa Williams és Clarke Peters látható. A film Whitney Houston amerikai énekesnő és színésznő életét és karrierjét mutatja be. 
A Houston életéről szóló életrajzi filmet 2020 elején jelentették be, a főszerepet decemberben Ackie-re osztották, a többi szereplő pedig a következő évben szerződött le. A 45 millió dolláros költségvetésből készült film forgatása 2021 augusztusa és decembere között zajlott Massachusettsben és New Jerseyben.
Az Amerikai Egyesült Államokban 2022. december 23-án jelent meg a Sony Pictures Releasing forgalmazásában. A Netflixen 2023. április 22-én jelent meg. Általánosságban vegyes értékeléseket kapott a kritikusoktól, és 59,8 millió dolláros bevételt hozott.

## Cselekmény
A film a nemzetközi sikerű énekesnő és többszörös Grammy-díjas Whitney Houston karrierjét követi végig, aki 2012-ben, 48 éves korában hunyt el Beverly Hillsben.

## Szereplők
- Naomi Ackie – Whitney Houston
- Stanley Tucci – Clive Davis
- Ashton Sanders – Bobby Brown
- Tamara Tunie – Cissy Houston
- Nafessa Williams – Robyn Crawford
- Clarke Peters – John Houston
- Dave Heard – Rickey Minor
- Bria Danielle Singleton – Bobbi Kristina Brown

## Bevételi adatok
A I Wanna Dance with Somebody – A Whitney Houston-film 23,7 millió dollárt hozott az Egyesült Államokban és Kanadában, és 36,1 millió dollárt más területeken, ami világszerte 59,8 millió dolláros összbevételt eredményezett.
Az Egyesült Államokban és Kanadában a Babylon mellett mutatták be a mozikba, és kezdetben 12-15 millió dolláros bevételt vártak a négynapos nyitóhétvége során 3625 moziban. Az első napon 2 millió dollárt hozott, ebből 750 ezer dollárt a csütörtök esti előzetesekből. A nyitóhétvégén 5,3 millió dolláros bevételt ért el (a négy nap alatt pedig összesen 7,5 millió dollárt), és a harmadik helyen végzett az Avatar: A víz útja és a Csizmás, a kandúr: Az utolsó kívánság mögött. A második hétvégén remekül helytállt, mindössze 16 százalékkal, 3,9 millió dollárra esett vissza, és a negyedik helyen végzett.

## Filmzene
A filmzene 2022. december 16-án jelent meg az RCA Records kiadásában; két órányi feldolgozást tartalmaz Houston dalainak újrakevert és eredeti változataiból – vendégszerepel rajta BeBe Winans, Clean Bandit, Kygo, Lucky Daye, SG Lewis, Samaria, Jax Jones, Leikeli47, P2J, Oxlade és Pheelz.